# (10550) Malmö
(10550) Malmö – planetoida z pasa głównego asteroid okrążająca Słońce w ciągu 4 lat i 97 dni w średniej odległości 2,63 j.a. Została odkryta 2 września 1992 roku w obserwatorium La Silla przez Erica Elsta. Nazwa planetoidy pochodzi od szwedzkiego miasta Malmö. Przed jej nadaniem planetoida nosiła oznaczenie tymczasowe (10550) 1992 RK7.